# Venter på Joe
|  | Denne artikel er oprettet af botten PalnaBot ud fra en ekstern database. Den kan derfor have sproglige fejl eller mangler. Denne skabelon kan fjernes efter kontrol af indholdet. |

Venter på Joe er en kortfilm instrueret af Ole Bendtzen efter manuskript af Ole Bendtzen.

## Handling
Oscar har altid gerne ville være berømt .